# Cuvier Island Lighthouse
Cuvier Island Lighthouse ist ein Leuchtturm auf Cuvier Island, einer kleinen Insel vor der Ostküste der Region Waikato auf der Nordinsel Neuseelands. Er wird von Maritime New Zealand betrieben. Er dient als Orientierungspunkt an der Zufahrt zum Waitematā Harbour und dem Hauraki Gulf.
Der Turm war der erste in Neuseeland aus Gusseisen (statt Holz) errichtete Leuchtturm. Er wurde am 22. September 1889 in Betrieb genommen und anfangs von einer Öllampe beleuchtet. 1939 wurde der Turm elektrifiziert und von einem Dieselgenerator versorgt.
1982 wurde der Turm automatisiert und wird seitdem wie alle Leuchttürme Neuseelands von einem zentralen Kontrollraum am Sitz von Maritime New Zealand in Wellington ferngesteuert. 1996 wurde die Stromversorgung wegen der hohen Kosten bei der Treibstoffversorgung auf durch Solarzellen geladene Akkumulatoren umgestellt.